# ユヴァ
ユヴァ (フィンランド語: Juva) はフィンランド南サヴォ県の自治体。ピエクサマキ郡に属する。人口は5,892人、面積は1346km2でありこのうちおおよそ182km2が水域面積、人口は1km2あたり5.1人。
フィンランド語のみを公用語としている。
ヘルシンキから北西約270kmの位置にある。1442年の2月19日に前身になる教区が設置されたとされており、今までわかっているフィンランド自治体の設置時期のなかで一番速いものと考えられる。このときには東スオミ地域にはこの教区しかなかったと考えられ、後にこの自治体が分離してサーミンキ(現在のサヴォンリンナ)、クオピオ、ピエクサマキ、ヨロイネンなどの地域に分かれたとされている。市の中央は1868年ごろに出来たと考えられる。
農村になっているが、フィンランドの主要な印刷会社WSブックウェルのような産業会社も少しずつ進出し始めている。